# Hypocolpus diverticulatus
Hypocolpus diverticulatus is een krabbensoort uit de familie van de Xanthidae. De wetenschappelijke naam van de soort is voor het eerst geldig gepubliceerd in 1861 door Strahl.